# João Doria
João Agripino da Costa Doria Junior ComMM (São Paulo, 16 de dezembro de 1957) é um empresário, jornalista, publicitário e ex-político brasileiro. Tornou-se conhecido como entrevistador em talk-shows, palestrante e organizador de eventos empresariais, sendo criador e presidente licenciado do Grupo Doria. Foi prefeito do município de São Paulo e governador do estado de São Paulo, tendo sido eleito pelo Partido da Social Democracia Brasileira (PSDB).
Ingressou na vida pública como secretário de Turismo de São Paulo e presidente da Paulistur (1983–86) no governo Mário Covas, e presidente da Embratur (1986-88) durante a presidência de José Sarney, ambas empresas estatais da área do turismo. Não teria outro cargo público até se tornar prefeito de São Paulo, trinta anos mais tarde.
Em 20 de março de 2016, venceu as prévias do PSDB para ser o candidato do partido a concorrer à Prefeitura de São Paulo nas eleições municipais de 2016. Em 2 de outubro do mesmo ano, foi eleito prefeito da cidade de São Paulo logo no primeiro turno, fato inédito na história da cidade desde as eleições municipais de 1992, ano em que foram realizadas as primeiras eleições municipais em dois turnos no Brasil. Cerca de quinze meses após a sua posse, apesar de ter assumido um compromisso público de cumprir o seu mandato até o final, renunciou ao cargo para se lançar candidato ao governo do Estado. Venceu a disputa no segundo turno contra Márcio França, do Partido Socialista Brasileiro (PSB). Em 1 de abril de 2022, renunciou ao cargo de governador para disputar a presidência da República, porém desistiu da pré-candidatura no mês seguinte e anunciou que retornaria à iniciativa privada.
Doria foi eleito como uma das cem personalidades mais influentes de 2012 pela revista Istoé, e um dos cem líderes de melhor reputação no Brasil em 2014, segundo pesquisa publicada no país pela revista Exame. É também autor de dois livros, “Sucesso com Estilo” e “Lições para Vencer – do Sonho à Conquista”, lançados pela editora Gente. Porém, Doria teve a avaliação ruim como governo de São Paulo, tendo 70% do eleitorado considerado que ele não merecia ser reeleito e o vice-presidente do PSDB chegou a dizer na época em que ele era prefeito que " Doria é um dos piores políticos que já tivemos aqui em São Paulo".

## Juventude
João Doria nasceu em 16 de dezembro de 1957 na cidade de São Paulo, filho do publicitário e ex-deputado federal baiano João Doria e da empresária paulista Maria Sylvia Vieira de Moraes Dias Doria. Pelo lado paterno, descende dos Costa Doria, uma família brasileira do período colonial, com membros estabelecidos principalmente na Bahia e em Sergipe.
Em meio aos incidentes políticos no Brasil dos anos 1960, João Doria Jr. teve uma infância conturbada. Seu pai, publicitário e marqueteiro político, que se elegera deputado federal pelo PDC da Bahia, teve o mandato cassado pelo Ato Institucional nº 1, logo após o golpe militar de 1964, tendo sido obrigado a permanecer fora do país por dez anos. Exilou-se então em Paris, com Maria Sylvia e os filhos João e Raul. Dois anos depois, a esposa retornou ao Brasil com os dois meninos, enquanto ele permanecia na França, onde viria a se graduar em psicologia na Universidade de Paris (1967), obtendo em seguida o mestrado na mesma área pela Universidade de Sussex, na Inglaterra (1969).
De volta ao Brasil, Maria Sylvia instala uma fábrica de fraldas no bairro de Pinheiros, em São Paulo. João e Raul, irmão mais novo, ingressam no Colégio Rio Branco, no bairro de Higienópolis. Em 1970, aos 13 anos, pediu estágio em uma agência de publicidade e depois de dois meses de trabalho foi efetivado. Tratava-se da agência do publicitário Flávio Corrêa, no departamento de Rádio, TV e Cinema.
Em 1974, João Doria (pai) finalmente retorna ao Brasil, como diretor comercial de uma empresa argentina exportadora de vinhos. Três meses após sua chegada, Maria Sylvia morreu de pneumonia.

## Carreira
Aos 18 anos, enquanto era estudante de graduação em comunicação social, assumiu uma diretoria na antiga TV Tupi São Paulo, iniciando sua jornada no mundo jornalístico televisivo. Em pouco tempo assumiu o mesmo cargo na Rede Bandeirantes, voltou à Tupi, retornou à Band e, poucos anos depois, com a bagagem adquirida nas emissoras de televisão, tornou-se diretor na MPM, nesse tempo a maior agência de propaganda do país. Por essa mesma época, formou-se em jornalismo e publicidade na FAAP, aos 21 anos, e fez vários cursos de gestão empresarial. Pouco depois de formado, tornou-se diretor de comunicação da FAAP (1981–1983) e da Rede Bandeirantes de Televisão (1979–1982).[carece de fontes?]
Doria foi também chairman da Casa Cor (2007–2011), colunista da revista Isto É Dinheiro (2008–2011), apresentador do reality show Aprendiz Universitário (2010) e editor de quase 20 títulos, como as revistas Mulheres Líderes e Meeting & Negócios, entre outras atividades. Atuou no mercado editorial pela Doria Editora, publicando diversos títulos segmentados para empresários e público classe A: Caviar, Empresarial, Arena, Fórum & Negócios, Gabriel, Jorge, Mulheres Líderes, Meeting & Negócios, Lide, Lide Varejo, Lide Agronegócios, Lide Sustentabilidade, Líderes do Brasil, Robb Report, Líderes Empreendedores, Marketing Empresarial, Oscar, Saúde e Bem Estar, e Trancoso.[carece de fontes?]
Foi fundador e vice-presidente do São Paulo Convention & Visitors Bureau e também foi a cabeça à frente do Market Plaza, bem sucedido shopping sazonal de inverno de Campos do Jordão. Realizou diversos eventos empresariais de grande porte, no Brasil e no exterior, como o Meeting Internacional, Fórum de Comandatuba, CEO’s Family Workshop, Fórum Nacional do Varejo, Fórum Brasileiro da Indústria de Alimentos, Fórum de Infraestrutura e Logística, Fórum Nacional do Esporte, Fórum de Marketing Empresarial e Fórum de Empreendedores, encontros que reúnem dirigentes de empresas de todo o país.[carece de fontes?]

### Grupo Doria

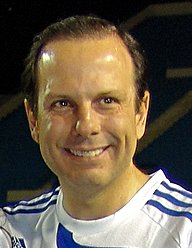
Doria em setembro de 2007

O Grupo Doria, do qual João Doria Jr. é fundador e presidente licenciado, é um grupo de comunicação e marketing composto por seis organizações: Lide — Grupo de Líderes Empresariais; Doria Administração de Bens; Doria Internacional; Doria Editora; Doria Eventos e Doria Marketing & Imagem. Dentre essas, destaca-se a Lide — Grupo de Líderes Empresariais, associação da qual Doria Junior é fundador e presidente licenciado do Comitê Executivo.
Segundo informa o site do grupo Doria, a Lide reúne mais de 1600 empresas nacionais e multinacionais, as quais representam 52% do PIB privado brasileiro. O objetivo declarado da organização é "promover e incentivar as relações empresariais e sensibilizar o apoio privado para educação, sustentabilidade e programas sociais". Basicamente, a Lide organiza debates, seminários e fóruns de negócios com a participação de organizações privadas e autoridades. Em 2015, a inscrição nesses encontros podia chegar a 140 mil reais. Também são cobradas taxas para quem quiser anunciar no evento. A Lide também organiza viagens internacionais orientadas para eventos tais como o Monaco Yacht Show. Enviar um executivo a uma viagem como essa pode custar até 200 mil reais. Para participar desse clube seleto, as empresas desembolsam a quantia simbólica de 10 mil reais ao ano, além dos pagamentos extras. A compra de uma cota da Lide pode custar mais de 2 milhões de reais.

### Televisão
Nos anos 1990, montou a produtora Videomax e começou a produzir o programa de televisão Sucesso na Rede Bandeirantes, a primeira experiência que teria com o formato de entrevistas e com personalidades dos setores empresarial, social e cultural do país. Em 1992, apresentou o programa Business na Rede Manchete, que em 1999 seguiu para a RedeTV! com o nome Show Business.
Além disso, apresentou a sétima e a oitava temporada de O Aprendiz, entre 2010 e 2011. Apresentou o Aprendiz Universitário, a 7.ª temporada do reality show, e Aprendiz Empreendedor, a 8.ª temporada. Mais tarde, Doria comandou o programa de entrevistas "Face a Face", mas saiu do talk show para ficar à frente de sua campanha para prefeito de São Paulo.

## Carreira política
Em 1983, por indicação de Franco Montoro, antigo companheiro de seu pai no PDC e então governador de São Paulo, Doria se tornou Secretário Municipal de Turismo e Presidente da Paulistur, na gestão de Mário Covas como prefeito da cidade de São Paulo (1983–1986). Em sua gestão, criou eventos como a Praça Doce e a Rua do Choro. Também oficializou as ruas de lazer na cidade e lançou o Passaporte São Paulo, um programa para ocupar a rede hoteleira da cidade de São Paulo nos fins de semana. Na mesma época, também a pedido de Franco Montoro, teve participação ativa na organização da campanha pelas Diretas Já.
Entre 1986 e 1988, durante o governo do presidente José Sarney, tornou-se presidente da Embratur e do Conselho Nacional de Turismo. Em sua gestão criou inúmeras campanhas como "Respeite o Turista" e “O Rio continua lindo”, depois que uma enchente assolou a capital fluminense, principal porta de entrada de estrangeiros no Brasil. Nomeou o ex-futebolista Pelé como “Embaixador do Turismo Brasileiro", percorrendo diversos países junto ao ex-atleta com o objetivo de promover o Brasil e suas atrações turísticas e culturais. Os críticos, porém, acusam as campanhas publicitárias da Embratur de promover o turismo sexual no Brasil, mediante a intensificação da exposição do corpo feminino, durante a passagem de Doria pela presidência da empresa.
Em 2001, Doria filiou-se ao Partido da Social Democracia Brasileira (PSDB), partido fundado em 1988 e com o qual afirma sempre ter tido identificação ideológica e política. Costuma citar o cargo de presidente da Paulistur, na prefeitura de Mário Covas, ainda nos anos 1980, como prova de que seria um tucano de raiz, embora só tenha se filiado ao partido em 2001. Entretanto, seus rivais dentro do partido descobriram que ele votou em Fernando Collor de Mello em 1989, quando Covas também era candidato a presidente. Covas teria flagrado Doria usando uma camiseta "collorida" ainda no primeiro turno das eleições. Também presidiu o Conselho Nacional de Turismo (1986–1988).
Em 2007, juntamente com alguns outros empresários e personalidades, liderou o "Cansei", um movimento criado por setores de oposição ao então Governo Lula.
Em 2022, João Doria anunciou pré-candidato a Presidência da República Federativa do Brasil, para isso, participou de uma disputa interna do PSDB para decidir quem iria para uma candidatura no cargo, e, venceu de Eduardo Leite. Em maio do mesmo ano, Doria renuncia sua candidatura, pela falta de apoio da sigla. Ainda em 2022, o mesmo se desfiliou do PSDB Partido da Social Democracia Brasileira, "Para as eleições deste ano me retiro da disputa com o coração ferido, mas com a alma leve" e no Twitter escreveu: "Encerro essa etapa de cabeça erguida", disse o ex-governador de São Paulo ao anunciar a desfiliação.

### Prefeitura de São Paulo (2017–2018)

#### Candidatura e eleição
Após uma acirrada disputa nas prévias do PSDB, João Doria Jr., considerado um arrivista pelos fundadores do partido, derrotou os concorrentes Andrea Matarazzo e Ricardo Tripoli, sendo eleito como pré-candidato tucano à Prefeitura de São Paulo em 20 de março de 2016, com o apoio fundamental do governador de São Paulo, Geraldo Alckmin. Inconformado, Matarazzo deixou o PSDB, fazendo duras críticas ao governador paulista e seu pré-candidato. Segundo seus oponentes, Alckmin, para ajudar seu candidato, "abriu a temporada de loteamento, dando secretarias aos partidos que se juntaram a Doria". Assim teria conseguido amarrar doze partidos no apoio à campanha, de modo a garantir ao pupilo o maior tempo de exposição na mídia. "O Geraldo [Alckmin] mudou muito de comportamento nos últimos anos no sentido de aceitar más companhias", observou o ex-deputado Arnaldo Madeira, um dos fundadores do PSDB. Teve sua candidatura homologada na convenção partidária, em 24 de julho.
Durante as prévias do PSDB, Doria foi acusado, por adversários de dentro do próprio partido, de abuso do poder econômico, com suposta compra de votos de filiados e intimidação da militância favorável aos seus adversários nas prévias. O advogado de Doria, no entanto, afirmou que o PSDB "foi o único pagador de todas as despesas relacionadas às prévias partidárias."

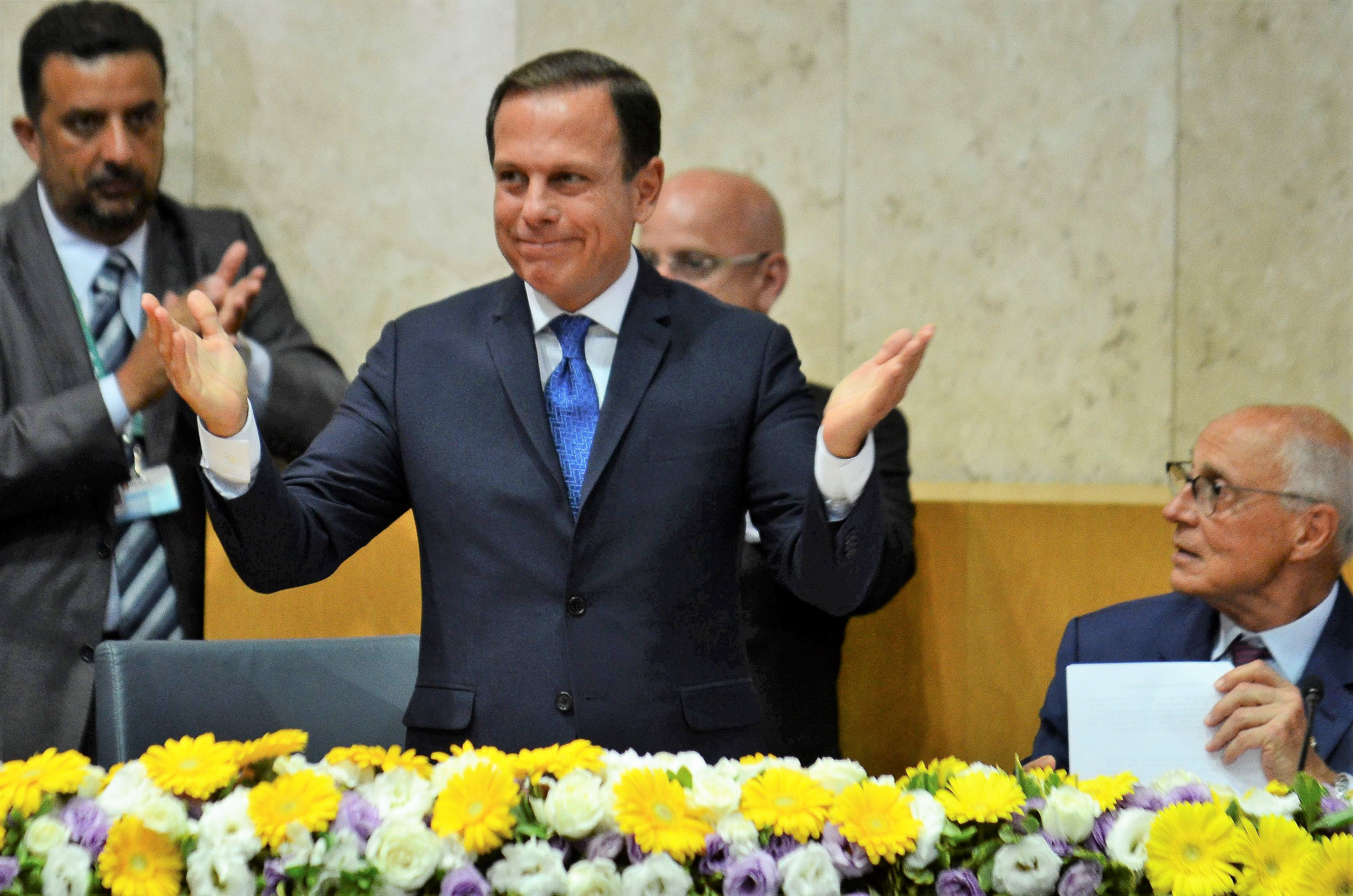
Posse de Doria na Câmara Municipal de São Paulo.

João Doria Jr. foi o candidato com o maior patrimônio declarado. De acordo com declarações enviadas ao TSE pelo candidato, o seu patrimônio é de 179,7 milhões de reais. Em 3 de setembro, Doria começou a atacar o Partido dos Trabalhadores (PT) em sua propaganda eleitoral, com anúncios parodiando o bordão "Pergunta lá", da rede de postos Ipiranga. Quatro dias depois, o Tribunal Regional Eleitoral de São Paulo determinou a suspensão dos anúncios, acatando os pedidos do PT, que alegou escárnio, e da Ipiranga, que alegou "uso indevido do conceito" veiculado em sua campanha publicitária.
Além de novos 32 Poupatempos integrando as subprefeituras, Doria propôs o Poupatempo Empreendedor, um novo serviço. "Para exatamente valorizar e agilizar os processos de aprovação das empresas. O objetivo do serviço seria entregar um certificado digital em 72 horas, em três dias úteis, para que os novos empreendedores, as novas empresas, possam, certificadas pela Prefeitura, iniciar imediatamente os seus trabalhos". Doria também teve como proposta a venda do complexo do Anhembi à iniciativa privada e a concessão da administração dos museus à iniciativa privada, caso fosse eleito prefeito da capital. O autódromo continuaria sendo autódromo e kartódromo, mas com administração privada o que evitaria gastos com firmas de segurança e limpeza. No entanto, "a proposta de João Doria (PSDB) de conceder essas áreas verdes em São Paulo embute riscos que preocupam ambientalistas e especialistas em gestão pública. Entre eles, a ameaça de elitização ou degradação dos espaços diante da exploração de atividades por empresas". Segundo o futuro Prefeito, eles custam 400 milhões de reais a cada quatro anos: esse custo deixaria de existir, e as arrecadações seriam investidas integralmente em saúde e educação.

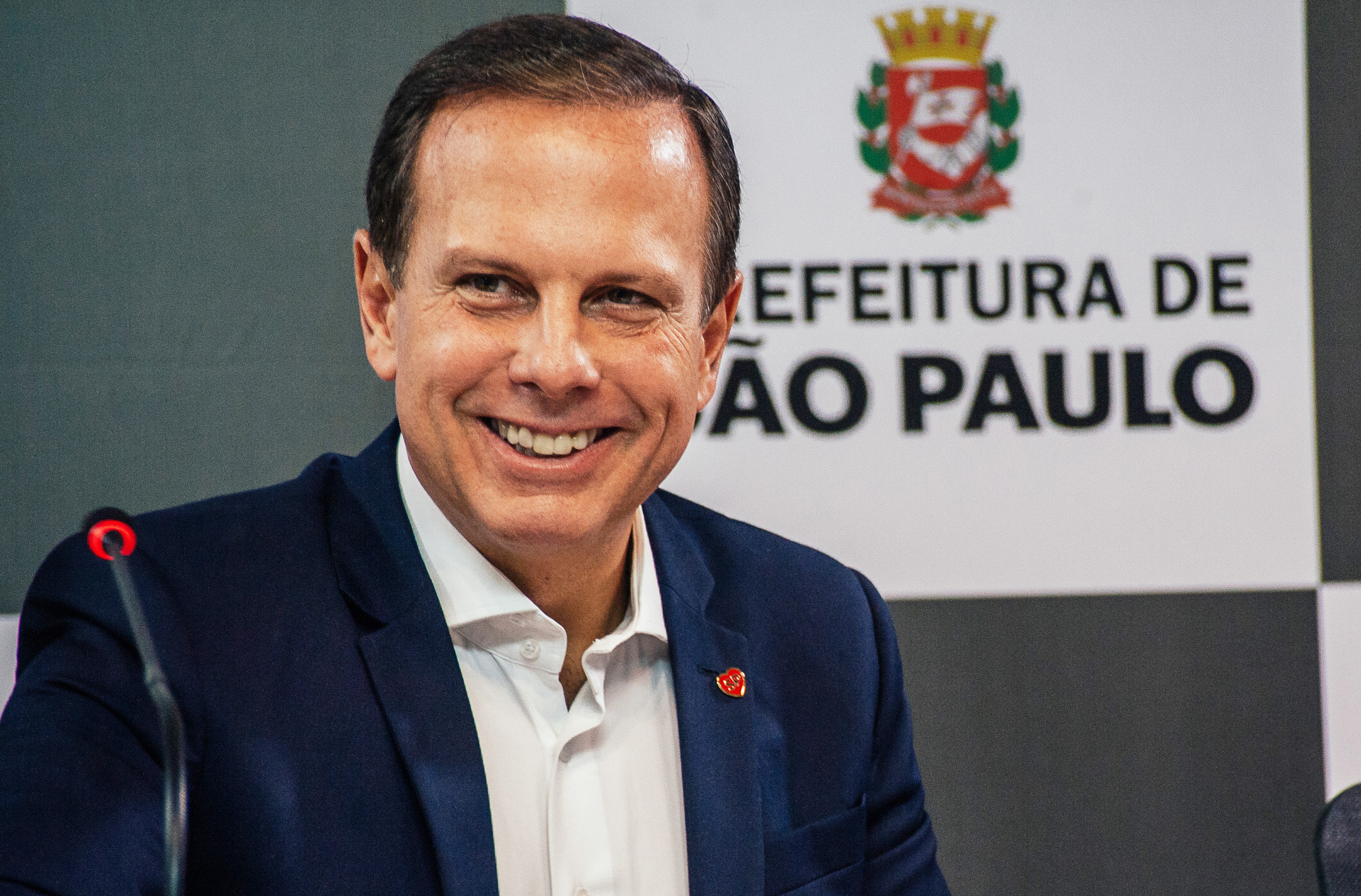
Doria em março de 2017

Uma das propostas que foi o carro-chefe de sua campanha foi a de implementar o "Corujão da Saúde", que segundo o candidato utilizaria horários ociosos da rede particular de hospitais que seriam usados para zerar a fila de exames da cidade em até 90 dias, proposta que recebeu algumas críticas na propaganda de Marta Suplicy que disse ser contra o agendamento de exames durante o período da madrugada, a candidata chegou a usar a palavra "desumano" durante o horário eleitoral. Outra medida que se tornou carro-chefe de sua campanha e gerou grande discussão foi o retorno dos antigos limites de velocidade das Marginais Pinheiros e Tietê, esta, apesar de controversa foi amplamente defendida por todos candidatos exceto a Fernando Haddad, tendo em vista que ele reduziu as velocidade máximas.
Doria foi eleito prefeito de São Paulo no primeiro turno em eleição histórica. Pela primeira vez não houve segundo turno na cidade de São Paulo. Doria venceu em quase todas as zonas eleitorais da capital, sendo exceções a Cidade Dutra e Parelheiros, nas quais Marta Suplicy venceu. Doria alcançou 53,29 por cento dos votos válidos. Mais de 2 milhões de votos a mais que Fernando Haddad, que acabou na segunda colocação com 16,70 por cento.

#### Programas
Cidade Linda

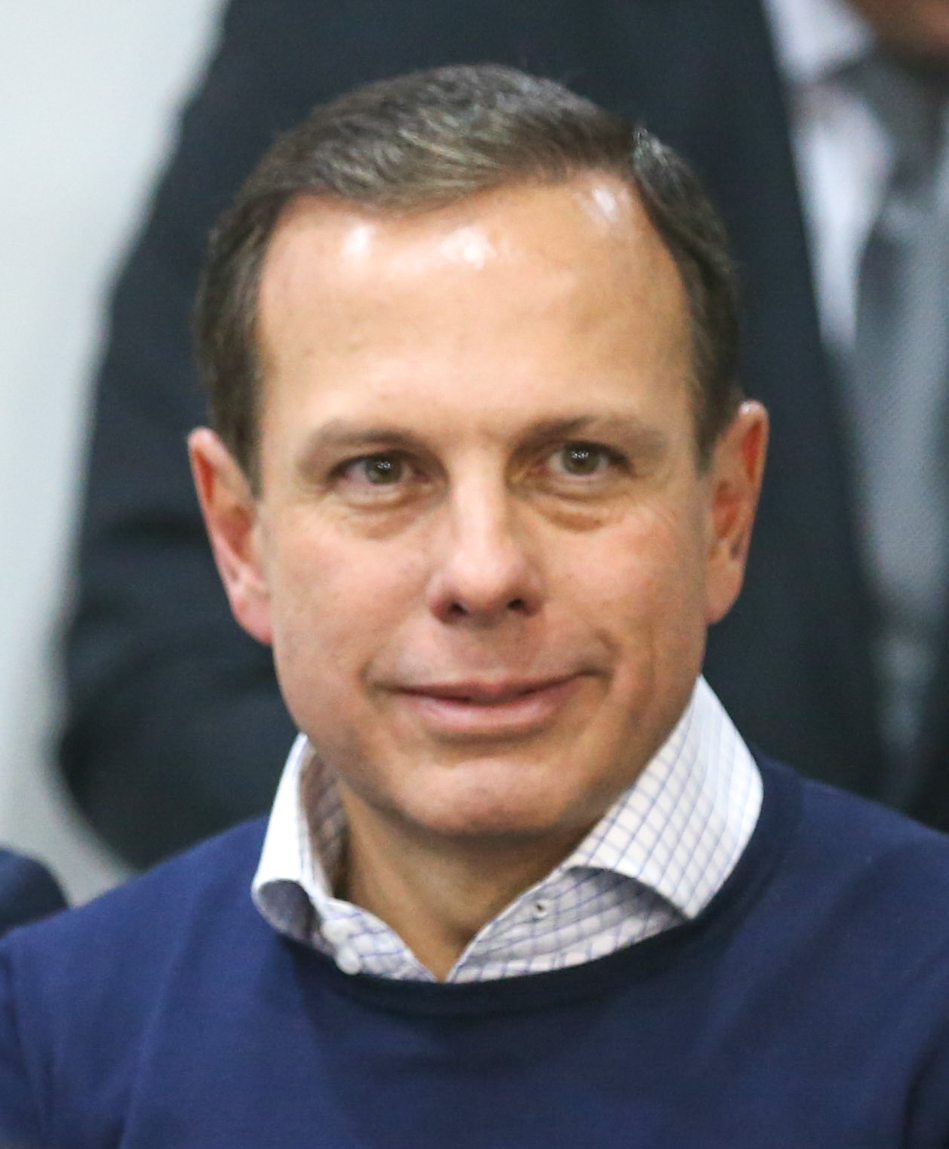
João Dória durante a reunião da Executiva Nacional do PSDB em julho de 2017

O programa "Cidade Linda" foi instaurado por Doria logo após sua posse, com o objetivo revitalizar áreas degradadas da cidade. Doria apareceu em público diversas vezes vestido de varredor de rua. O programa teve boa aceitação do público. Porém, foi criticado pela mídia devido a retirada de grafites de muros e de locais públicos. Doria também sugeriu punições mais pesadas a grafiteiros e pichadores, declarando guerra a estes últimos, a quem ele chamou de "bandidos".
O programa encontra-se em investigação pelo Ministério Público por suspeita de improbidade administrativa por uso da marca Cidade Linda. De acordo com a Promotoria do Patrimônio Público de São Paulo “o uso constante da frase e logomarca 'CIDADE LINDA', acompanhada por um coração vermelho com as letras 'SP', não possuem qualquer caráter educativo, informativo ou de educação social, mas, ao reverso, fica patente tratar-se de imagem/símbolo com o papel de fixar a marca registrada do atual Prefeito enquanto tal, vinculando os feitos administrativos divulgados no material publicitário a seus nome e imagem”.
Corujão da Saúde
No dia 11 de janeiro, a gestão Doria implanta o programa Corujão da Saúde que visa acabar com a fila dos exames nos hospitais através de parcerias com a iniciativa privada, ofertando exames em horários alternativos, preferencialmente entre as 20 e 24 horas. Até março de 2017, durante evento sobre o programa, o prefeito afirmou que já teriam sido feitos 416 mil exames através do programa Corujão da Saúde, dos quais 171 mil em hospitais privados. Principal vitrine de sua gestão, Doria disse ainda que "hoje, os pobres e humildes fazem exames em hospitais referência, onde só gente rica, com convênio frequentava", porém, no universo dos diagnósticos de imagem, o número de exames nos "hospitais de rico", como ele chamou os hospitais Albert Einstein, HCor, Sírio-Libanês, Oswaldo Cruz, Beneficência Portuguesa, não representa 5% dos exames realizados e que "pobres e humildes" já frequentavam essas unidades através de programas firmados antes de sua gestão em unidades já reservadas para o SUS. Segundo o telejornal Bom Dia São Paulo, a fila para exames caiu de 485 mil pacientes para quase três mil. Os números se referem a pacientes que estavam na fila desde o ano anterior. Em julho de 2017, contudo, num levantamento sobre os primeiros seis meses da gestão de Doria na prefeitura, o telejornal SPTV mostrou que o número de exames pendentes cresceu 56% de março a maio. Já a fila por consultas aumentou em todos os meses desde que Doria assumiu o mandato
Alimento para Todos
A Prefeitura de São Paulo lançou no início do mês de outubro de 2017 o programa “Alimento Para Todos”. Dentro dele, apresentou um produto com o intuito de ser distribuído para a população carente da cidade. Mas ele ficou conhecido como farinata ou ração humana. O composto alimentar, produzido a partir de alimentos próximos à data de vencimento, também será incluído na merenda de parte das escolas municipais da cidade. O tema tem gerado polêmicas. Nutricionistas do Idec (Instituto de Defesa do Consumidor) e do Conselho Regional de Nutricionistas de São Paulo (CRN-3) criticam o uso de farinata como política pública de combate à fome. O apoio popular à medida também não foi efetivo.

#### Índices de aprovação
Doria iniciou seu segundo mês de mandato na cidade com alto índice de aprovação dos paulistanos, de acordo com a primeira pesquisa de opinião em sua gestão, com 44 por cento que acham sua gestão "boa" ou "ótima", contra 13% de "ruim" ou "péssimo". O prefeito é famoso por constantemente aparecer em público usando uniforme de trabalhador, enquanto auxilia na revitalização da cidade.
No dia 7 de fevereiro de 2017, Doria doou seu primeiro salário como prefeito para a Associação de Assistência à Criança Deficiente (AACD). O valor foi de 17.948 reais.
Contudo, a popularidade de Doria como prefeito foi apresentando redução ao longos dos meses. Em outubro de 2017, conforme pesquisa Datafolha, o prefeito tinha 32% de aprovação, 26% de rejeição e 40% de avaliação regular, em janeiro de 2018, obteve somente 15% de aprovação, 41% de rejeição e 43% de avaliação regular. Em junho de 2017, Doria tinha 41% de "ótimo/bom", 22% de "ruim/péssimo" e 34% de "regular". Entre os motivos decisivos para a queda na avaliação, está a articulação do prefeito para a campanha presidencial de 2018, com menos de um ano de gestão na capital paulista.

### Governo de São Paulo (2019–2022)

#### Candidatura e eleição

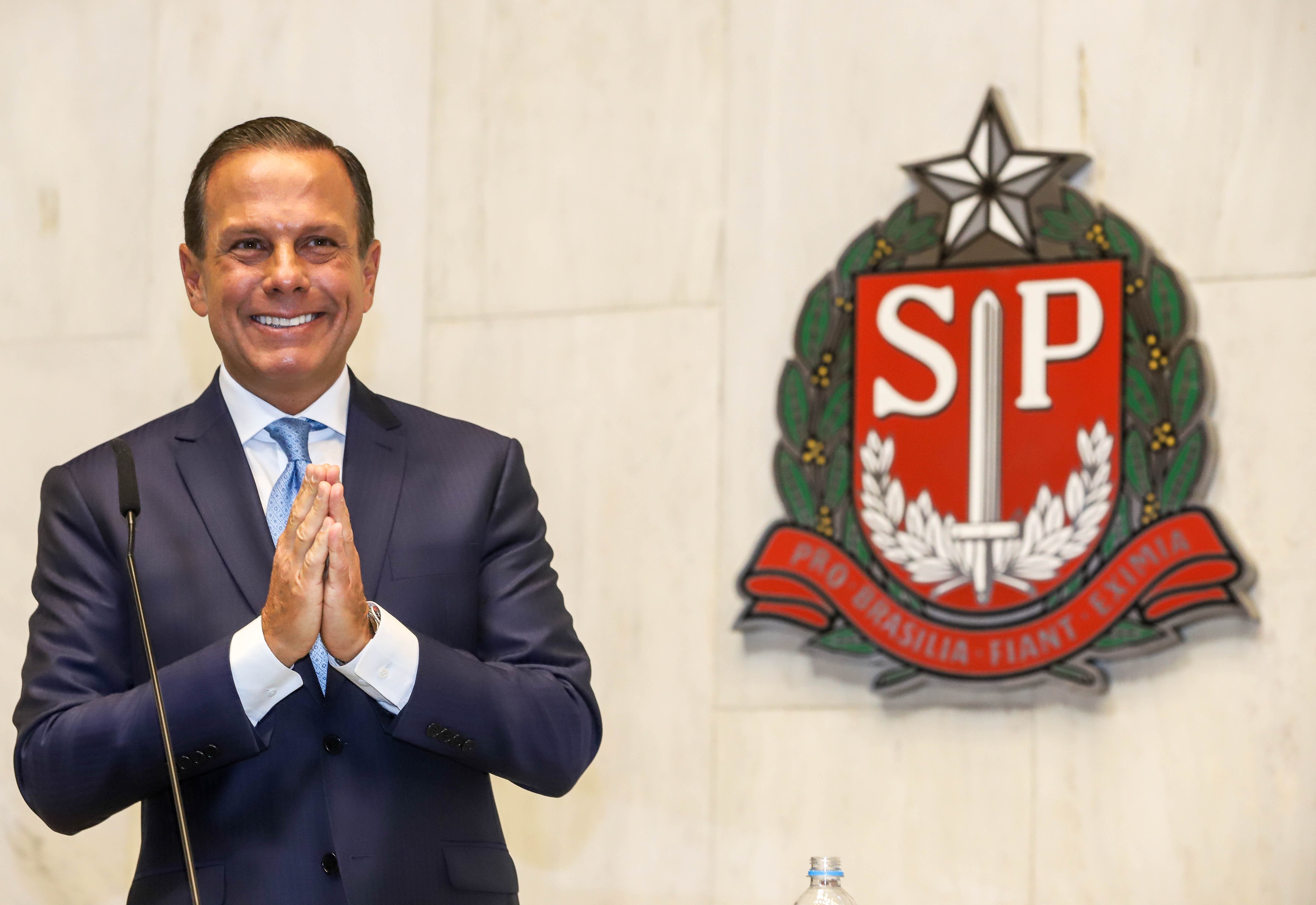
João Doria toma posse do cargo, durante cerimônia na Assembleia Legislativa de São Paulo.

Em 12 de março de 2018, Doria anunciou que iria renunciar ao cargo de prefeito para disputar o governo do Estado de São Paulo na eleição estadual de 2018, rompendo assim uma promessa firmada na campanha municipal de 2016. Em 18 de março, Doria venceu com 80 por cento dos votos a eleição interna do PSDB ao governo paulista, derrotando Luiz Felipe d'Avila, Floriano Pesaro e José Aníbal. Após a eleição do dia 7 de outubro, ficou em 1º lugar com 6 431 555 votos, correspondendo a 31,77% dos votos válidos. Disputou o segundo turno com Márcio França, do Partido Socialista Brasileiro (PSB). Logo após o primeiro turno, declarou apoio ao candidato à presidência Jair Bolsonaro, do Partido Social Liberal (PSL). Apesar disso, o apoio ao Bolsonaro contradisse suas declarações anteriores. Doria já chegou a elogiar Fernando Haddad e até mesmo seu adversário a governador, Márcio França, além de negar apoio a Bolsonaro em 2017. Na época, afirmou:
Será que teremos um Lula aqui na frente? Será que é essa salvação do Brasil? Ou será o Bolsonaro? Eu digo que não. Precisamos nos apoiar em pilares que possam transformar o Brasil e, para isso, as forças democráticas e de centro precisam estar unidas. Nesse sentido, contem comigo— João Doria Folha de S.Paulo

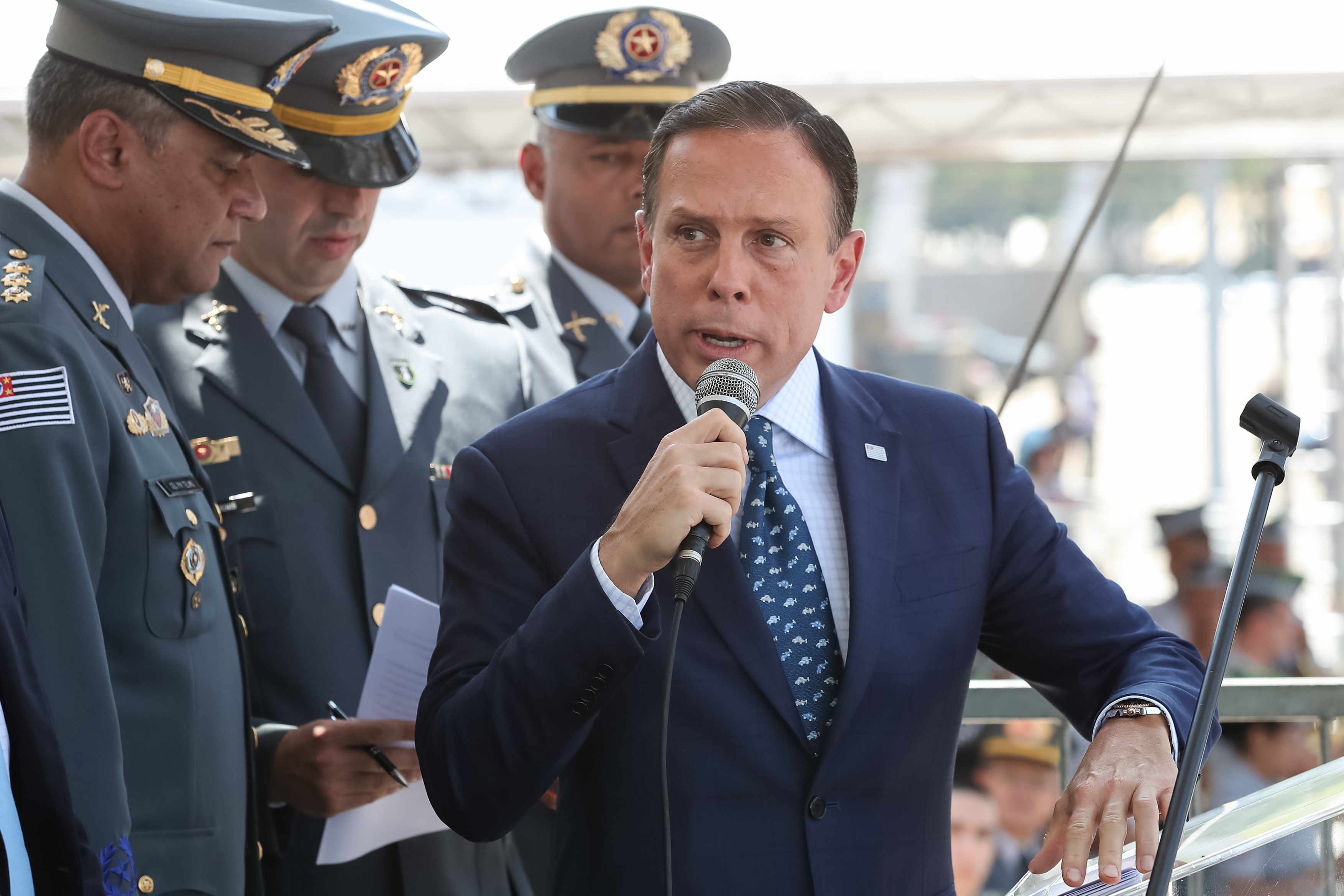
Doria durante a solenidade de encerramento do Curso Superior de Tecnólogo da PMESP.

Durante uma reunião do PSDB em 9 de outubro, Geraldo Alckmin chegou a insinuar que Doria era traidor: "Traidor eu não sou". Ainda no primeiro turno, Doria aproximou-se de Bolsonaro e pouco se engajou na campanha presidencial de Alckmin, o que lhe rendeu a acusação de traição ao seu padrinho político.

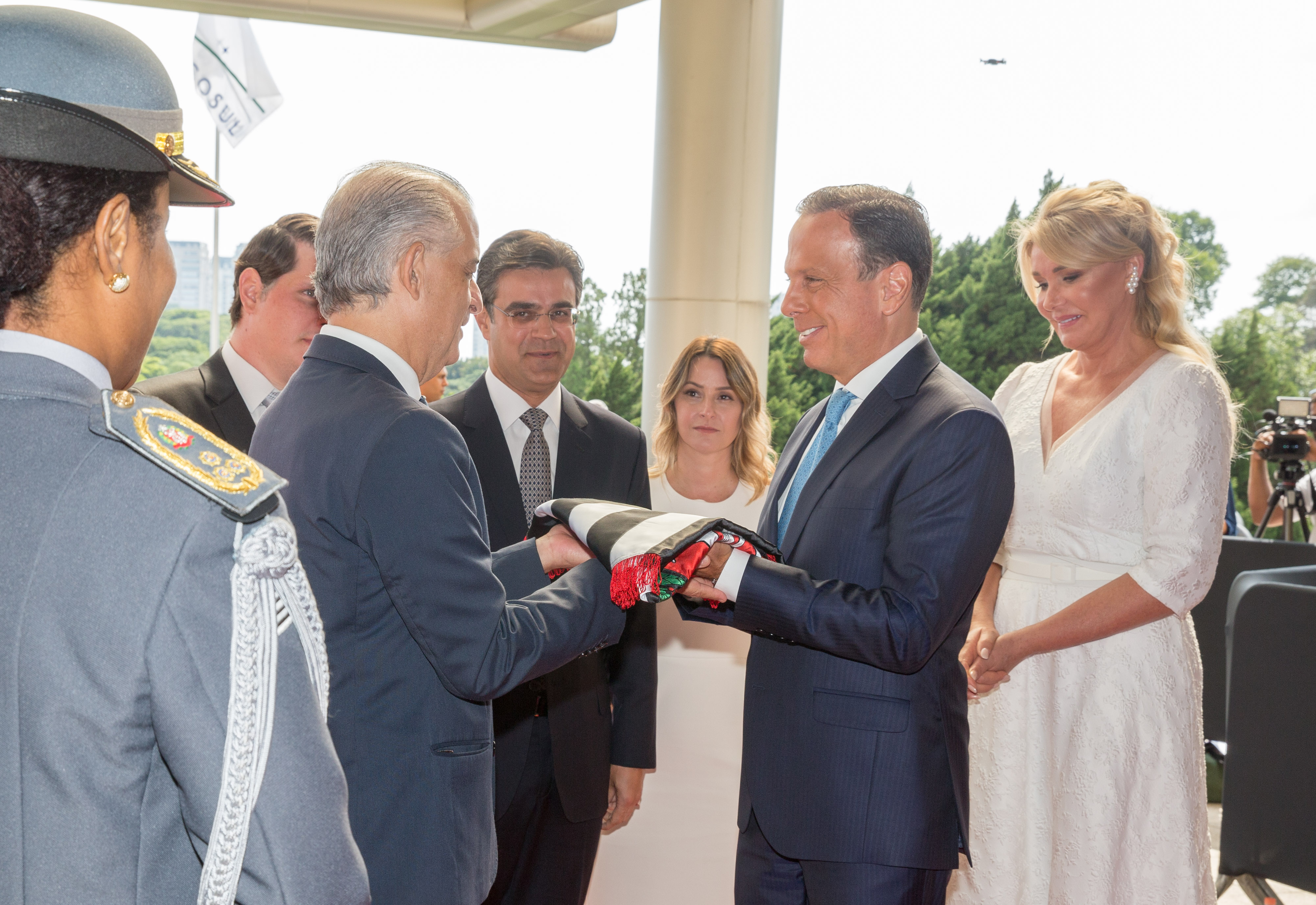
Dória recebe a bandeira do estado das mãos do ex-governador Márcio França, no Palácio dos Bandeirantes no dia de sua posse.

No dia 10 de outubro de 2018, foi publicado um vídeo de Doria supostamente em uma orgia com cinco mulheres, que entrou no Trend Topics no Twitter. Em nota, a assessoria de João Doria acusou a equipe de Márcio França (PSB) de ter criado o vídeo. Em seguida, Doria e sua esposa disseram em vídeo que se tratava de uma montagem. Ele também cita Bolsonaro, dizendo que "Ele também tem sofrido ataques de todos os tipos." Em laudo encomendado feito por Rosa Maria Coronato Melkan, professora da Academia de Polícia Civil de São Paulo, e Marcos Olyntho Brandão Godoy, ex-diretor do Núcleo de Engenharia do Instituto de Criminalística de São Paulo, foi constatado que o vídeo é falso. Márcio França se declarou inocente, e o vereador Camilo Cristófaro (PSB), ex-aliado de Doria, declarou em vídeo que não se trata de uma montagem, e que uma das garotas de programa  teria postado na internet por não ter recebido seu cachê. Em debate no dia 23, Doria e França evitaram polêmicas e ofensas pela primeira vez durante a campanha. Mário França entrou na justiça contra Doria após entrevista para o podcast Inteligência Ltda., por ter sido acusado novamente de ter produzido o vídeo. Em março de 2022, a Polícia Federal divulgou um laudo dizendo que o vídeo era verdadeiro. João Doria respondeu dizendo que a divulgação do laudo é uma tentativa de prejudicá-lo nas eleições para presidente.
Em 28 de outubro de 2018, foi eleito governador do Estado de São Paulo, ao derrotar o rival com 51% dos votos.
Tomou posse em 1 de janeiro de 2019, em solenidade na Assembleia Legislativa de São Paulo. Com um discurso de renovação na política e de cobrança de resultados a seu secretariado, fez críticas a seu partido, no comando do estado há 24 anos, e defendeu uma reestruturação na sigla. Para o governador, é preciso que o estado "deixe de pensar pequeno". Enfatizou que "São Paulo vai mudar, pois agora tem comando".

#### Projeto Novo Rio Pinheiros

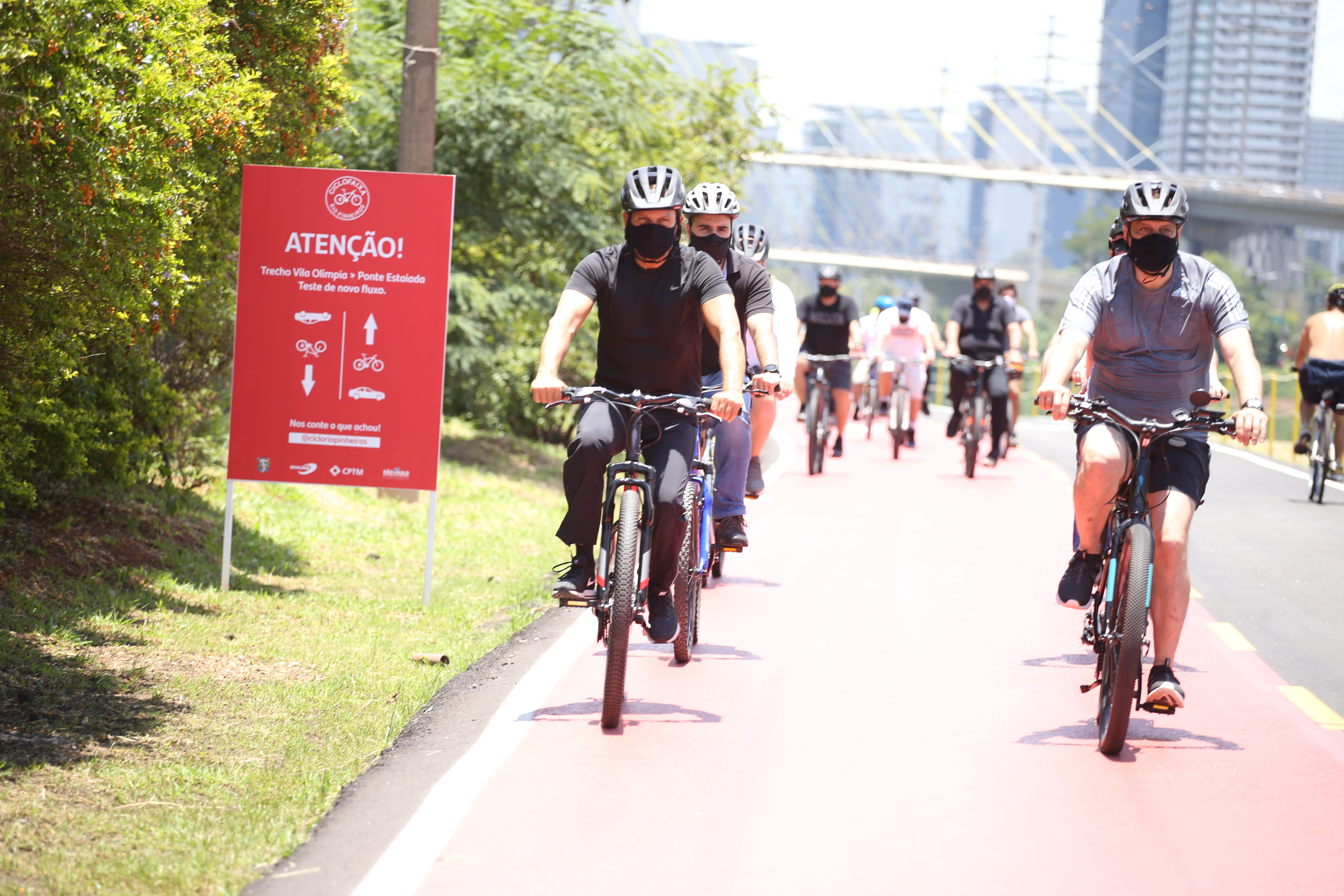
João Doria durante pedalada na Ciclovia do Rio Pinheiros em novembro de 2020

No início de seu governo, a administração de João Doria anunciou o Projeto Novo Rio Pinheiros, que pretende reduzir o esgoto lançado em afluentes, melhorar a qualidade das águas e revitalizar as margens do Rio Pinheiros, que é altamente poluído. O projeto contará ainda com cinco unidades de recuperação da qualidade da água que vão retirar o esgoto diretamente dos córregos.
O programa estadual é coordenado pela Secretaria de Infraestrutura e Meio Ambiente, com a participação das empresas Companhia Ambiental do Estado de São Paulo (CETESB), Departamento de Águas e Energia Elétrica (DAEE), Empresa Metropolitana de Águas e Energia (EMAE) e Companhia de Saneamento Básico do Estado de São Paulo (SABESP), além da Prefeitura de São Paulo. Conta ainda com o apoio do Desenvolve SP.
Paralelamente, a EMAE recebeu proposta de 280 milhões de reais para a concessão da Usina Elevatória de Traição, para restauração do complexo com implantação de áreas de convivência, comércio e escritórios. A instalação passará a se chamar "Usina São Paulo".
Além disso, uma roda-gigante com 90 metros de altura deve ser instalada no Parque Cândido Portinari, na Zona Oeste de São Paulo. A estrutura deve ser a maior do tipo na América Latina e também faz parte das ações de revitalização do entorno do Rio Pinheiros.

#### Pandemia de COVID-19

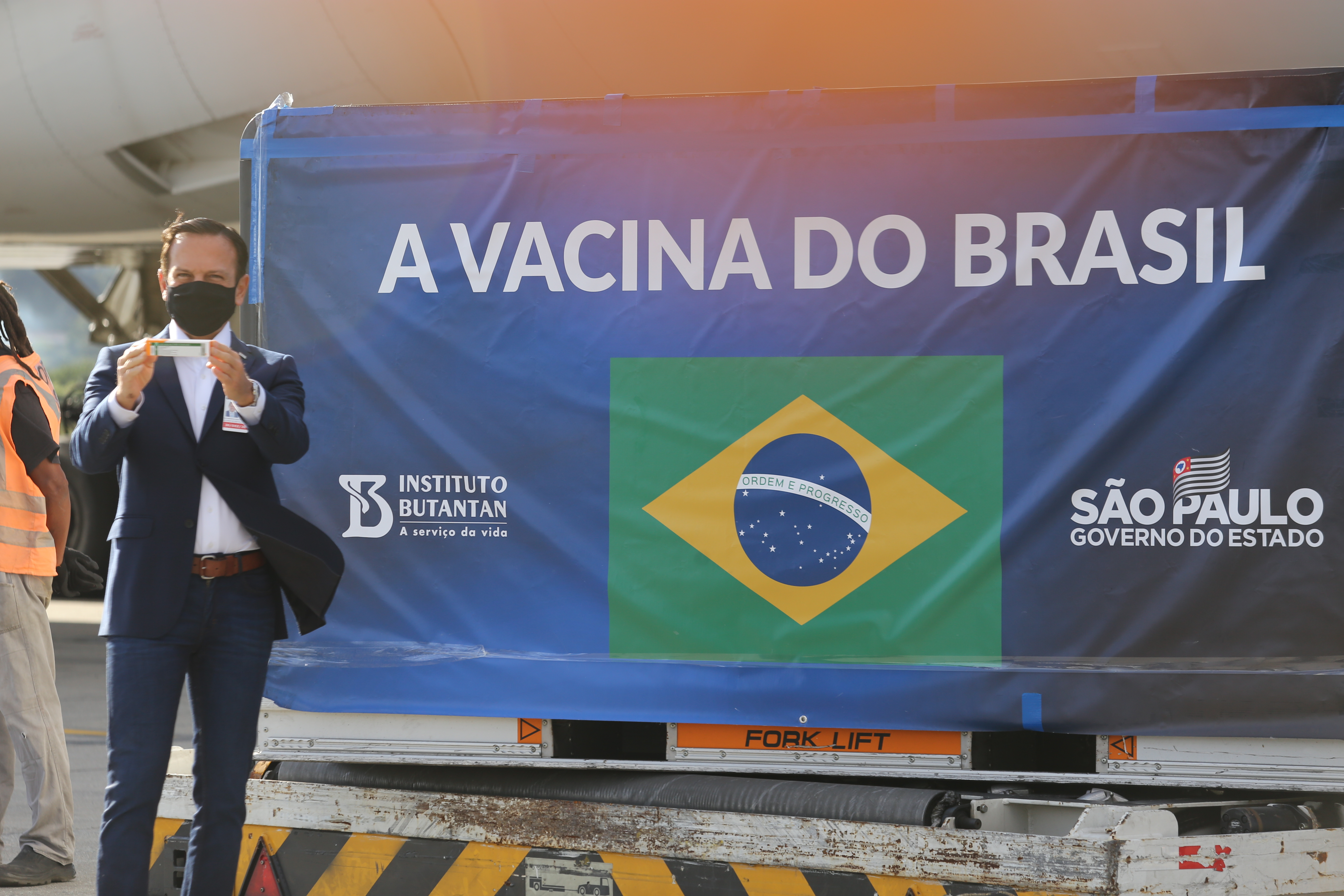
Doria durante a chegada de 1,6 milhão de doses da CoronaVac no Aeroporto Internacional de Guarulhos, novembro de 2020

Durante todo o ano de 2020, Doria trabalhou em parceria com o Instituto Butantã para chegar a uma vacina eficaz contra o Covid-19. Em parceria com a Sinovac, o Instituto Butantã elaborou a CoronaVac, que conforme estudos já apresentados, irá produzir as vacinas em São Paulo.
A Agência Nacional de Vigilância Sanitária (Anvisa), após um período de análises, aprovou no dia 17 de janeiro de 2021 para uso emergencial no Brasil.
Logo após a aprovação das vacinas para uso emergencial no Brasil, o governo de São Paulo organizou uma coletiva de imprensa para realizar a primeira aplicação. A enfermeira Mônica Calazans, de 54 anos, moradora de Itaquera, na Zona Leste da capital paulista, foi a primeira pessoa, fora dos estudos clínicos, a receber a vacina.

## Controvérsias

### PPP da iluminação pública
Doria virou réu na ação popular que solicita a suspensão da Parceria Público-Privada (PPP) para realizar serviços de manutenção e troca do sistema de iluminação da cidade de São Paulo. Em 9 de abril de 2018, o juiz Alberto Alonso Muñoz conferiu uma liminar que fez suspender o contrato e vedava a prefeitura a fazer qualquer pagamento com base nele. As suspeitas sobre a então diretora do Ilume, Denise Abreu, surgiram em áudio divulgado pela emissora de rádio CBN. Elas são consideradas graves, segundo o juiz Alberto Alonso, e levavam a crer que o consórcio FM Rodrigues/CLD conquistou a disputa após fazer pagamentos ilícitos a uma servidora. Este áudio indica que a ex-diretora do Departamento de Iluminação da Prefeitura de São Paulo teria recebido propina para beneficiar o consórcio FM Rodrigues/CLD e prejudicar o concorrente, o consórcio Walks.
Doria se defendeu em nota e relatou que determinou "imediatamente a instauração de procedimento investigatório da controladoria sobre todas as declarações de funcionários e ex-funcionários públicos veiculadas pela imprensa, e também sobre a regularidade do processo de seleção da PPP da Iluminação Pública". Ele disse que "também foi imediata a exoneração" de Denise Abreu da direção da Ilume e finalizou acrescentando que "a suspensão completa do contrato com a Ilume não foi possível, pois causaria um colapso na cidade, já que se trata de um serviço essencial. Diante disso, a empresa passou a executar apenas a manutenção do sistema".

### Retirada de apostila sobre identidade de gênero
Em setembro de 2019 mandou retirar de circulação uma apostila distribuída aos alunos do oitavo ano da rede estadual que incluía termos como identidade de gênero, transgênero e cisgênero. Professores com ajuda do Coletivo de Advogados de Direitos Humanos (CADHu) conseguiram impedir a retirada de circulação do material. Esse coletivo é projeto do Fundo Brasil de Direitos Humanos, que recebeu entre 2014 e 2017 mais de 7 milhões de dólares fruto de doações da Fundação Oak, Fundação Ford e da  Open Society Foundations.[carece de fontes?]

### Viagem para Miami durante a quarentena
Em dezembro de 2020 foi alvo de críticas ao viajar de férias para Miami, nos Estados Unidos, em meio à pandemia de COVID-19. No dia anterior à viagem o governo Doria endureceu as medidas restritivas no estado, determinando o fechamento do comércio não essencial durante as festas de fim de ano. Citando como razão o diagnóstico de COVID-19 de seu vice, Rodrigo Garcia, cancelou as férias, voltando a São Paulo poucas horas depois da chegada.

## Desempenho em eleições
| Ano  | Eleição                | Candidato a | Partido | Coligação                                                                              | Suplentes/Vice       | Votos      | Resultado         |
| ---- | ---------------------- | ----------- | ------- | -------------------------------------------------------------------------------------- | -------------------- | ---------- | ----------------- |
| 2016 | Municipal de São Paulo | Prefeito    | PSDB    | Acelera SP (PSDB, DEM, PPS, PP, PMB, PTdoB, PV, PHS, PTN, PR, PTC, PRP, PSL, PSB, PHS) | Bruno Covas (PSDB)   | 3 085 187  | Eleito (1º turno) |
| 2018 | Estadual em São Paulo  | Governador  | PSDB    | AceleraSP (PSDB, DEM, PP, PSD, PRB, PTC)                                               | Rodrigo Garcia (DEM) | 10 990 350 | Eleito (2º turno) |

## Filmografia
| Ano                 | Título        | Cargo        | Nota          |
| ------------------- | ------------- | ------------ | ------------- |
| 1990–1992           | Sucesso       | Apresentador |               |
| 1992–2010 2012–2016 | Show Business | Apresentador |               |
| 2010–2011           | O Aprendiz    | Apresentador | Temporada 7–8 |
| 2015–2016           | Face a Face   | Apresentador |               |